# Filippo Buonaccorsi
Pour les articles homonymes, voir Buonaccorsi et Callimaque.
Filippo Buonaccorsi  dit Filip Callimachus ou Callimaque, (latin Philippus Callimachus Experiens) (San Gimignano, 1437 - Cracovie, 1er novembre 1496), est un humaniste italien réfugié en Pologne, un historien et un écrivain de langue latine, un conseiller politique et un diplomate. Il est enterré dans la basilique Sainte-Trinité des Dominicains à Cracovie. Il transplante sur la terre de Pologne la nouvelle poésie latine humaniste.

## Biographie
Filippo Buonaccorsi apparaît à Venise et Rome, comme secrétaire de l'évêque Bartolomeo Roverella. Il fonda à Rome avec Pomponius Laetus et d'autres savants, une Académie dont les membres prenaient des noms grecs et latins ; il y prit celui de Callimachus. Cette assemblée parut suspecte à Paul II.
Poursuivi pour complot contre la vie du pape, Buonaccorsi s’enfuit de Rome en 1468 pour la Pologne où il s'installa à partir de 1470, trouvant refuge chez l'évêque de Lwów Grzegorz de Sanok. À partir de 1472, il fut chargé de cours à l’Académie de Cracovie. En 1474, il entra à la cour du roi de Pologne Kazimierz IV, dont il fit secrétaire, puis conseiller, enfin l'un des éducateurs de ses fils. Le roi lui confia également plusieurs missions diplomatiques. Après la mort de Kazimierz en 1492, il se mit au service de son fils, nouveau roi, Jan Olbracht.
En tant que conseiller royal, il eut une influence considérable sur la politique polonaise. Il lui fut confié de nombreuses missions diplomatiques, en Italie et à Constantinople. Les « Conseils de Callimaque » au roi, de fait peu suivis, en font un précurseur de Machiavel et des principes de la monarchie absolue dans un pays où la monarchie sera bientôt élective et limitée par la Diète (parlement).
Mais c’est surtout en continuant l’introduction des idées humanistes de la Renaissance italienne en Pologne, poursuivant ainsi l’œuvre de Grzegorz de Sanok, que Kallimach eut une grande influence sur la haute société de son pays d’adoption. En 1489 il fut cofondateur, avec Konrad Celtis, qui ne séjourna en Pologne que deux ans, d’une société savante, la Sodalitas litteraria Vistulana regroupant des érudits amoureux de la littérature et des sciences, dont des enseignants de l’Académie de Cracovie tels que Wojciech de Brudzewa et Wawrzyniec Raabe. Sur le modèle des symposiums de l’Académie de Florence, la société se réunissait souvent dans les jardins du notaire de Cracovie, abbé de l’église Sainte-Marie, Jan Heydeke, particulièrement apprécié par la reine Élisabeth de Habsbourg, ou dans le palais du secrétaire du roi Piotr de Bnin. Le bruit courait en ville que la reine participait à ses réunions, son mari, qui n’aimait pas la lecture, préférant se livrer à sa passion, la chasse en forêt.
La société organisait rencontres, débats, échanges de points de vue et d’idées. Ces fêtes intellectuelles consistaient en lecture à voix haute des classiques de l’Antiquité, en discours, discussions scientifiques, littéraires et politiques. Kallimach continuant à entretenir d’étroites relations avec des humanistes italiens tels Jean Pic de la Mirandole, les idées nouvelles arrivaient rapidement en Pologne.

## Œuvres
Outre ses « Conseils au roi », Callimaque a écrit des poésies de circonstances et des biographies :
- la Vie de l'évêque Grzegorz de Sanok ;
- la Vie de l'évêque Zbigniew Oleśnicki ;
- la Vie du roi Władysław III (Historia de rege Uladislao), publié en 1519 ;
- la Vie d'Attila (De gestis Attilae), Haguenau, publié en 1531.